# Sœur de la charité de la Bienheureuse Vierge Marie
Les Sœurs de la charité de la Bienheureuse Vierge Marie, connu également sous son abréviation BVM, est une congrégation catholique fondée en 1833 aux États-Unis par Mary Frances Clarke (en).

## Fondation
Sœur Mary Frances Clarke est née et a été baptisée en 1802 à Dublin, en Irlande. En 1830, chassée par la peste, elle quitte Dublin et souhaite fonder une école de jeunes filles avec plusieurs amies. L'année d'après, quatre d'entre-elles dont Clarke entrent dans les ordres du Tiers-Ordre franciscain. En juillet 1833, cinq sœurs de cette congrégation partent pour Philadelphie dans l'optique d'ouvrir une école pour les enfants des migrants irlandais aux États-Unis,.
Ayant perdu leurs économies dans le trajet, les sœurs travaillent à la tâche dans une usine de vêtements afin de financer la location d'un atelier et l'école. Le 1er novembre 1833, Sœur Mary Frances Clarke fonde la congrégation des Sœurs de la charité de la Bienheureuse Vierge Marie.

## Développement
Au cours des dix années suivantes, la congrégation ouvre deux écoles supplémentaires. En 1943, elle compte 19 membres.
En 1843, l'évêque Mathias Loras sollicite l'aide des communautés religieuses pour ouvrir des écoles dans le diocèse de l'Iowa nouvellement créé. Outre les Sœurs de la charité de Saint-Louis et les Frères de la doctrine chrétienne de Nancy, il emmène avec lui au cours de son voyage vers Dubuque quelques sœurs de BMV. Celles-ci précèdent de quelques mois les congrégations françaises, formant alors la première congrégation de l'Iowa.
En 1844, le mouvement Know Nothing détruit le foyer et l'école de Philadelphie. L'ensemble des membres de la congrégation rejoint alors l'Iowa. Elles transportent leurs effets, y compris un piano.
Pendant les années qui suivent, Clarke reste à la tête de la congrégation BMV et obtient la reconnaissance officiel du Vatican le 15 mars 1885. Au moment de sa mort, en 1887, elle est à la tête d'une congrégation composée de 23 écoles et de 449 sœurs.

## Aujourd'hui
Les BMV ont fêté leur 190 ans d'existence le 1er novembre 2023. Elles comptent encore 200 membres.

## Membres notables
- Mary Kenneth Keller, première femme à obtenir un doctorat en informatique aux États-Unis.